# Chadong
Le chadong est une langue taï-kadaï parlée dans l'Est du Guangxi en Chine, par environ 20 000 personnes.

## Classification interne
Le chadong appartient au sous-groupe kam-sui de la famille des langues tai-kadai. La langue a été récemment découverte.

## Phonologie
Les tableaux présentent les phonèmes vocaliques et consonantiques du chadong.

### Voyelles
|         | Antérieure  | Centrale | Postérieure |
| ------- | ----------- | -------- | ----------- |
| Fermée  | i [i] y [y] |          | ɯ [ɯ] u [u] |
| Moyenne | e [e]       | ə [ə]    | ø [ø] o [o] |
| Ouverte |             | a [a]    |             |

### Consonnes
|               |               | Bilabiales | Dentales | Alvéolaires | Alvéolaires | Alv.-pal. | Dorsales | Dorsales  | Glottales |
| ------------- | ------------- | ---------- | -------- | ----------- | ----------- | --------- | -------- | --------- | --------- |
| Centrales     | Latérales     | Bilabiales | Dentales | Palatales   | Vélaires    | Alv.-pal. |          |           | Glottales |
| Occlusives    | Sourde        | p [p]      |          | t [t]       |             |           | c [c]    | k [k]     | ʔ [ʔ]     |
| Occlusives    | Aspirées      | ph [pʰ]    |          | th [tʰ]     |             |           | ch [cʰ]  | kh [kʰ]   |           |
| Occlusives    | Asp. palat.   | phj [pʰʲ]  |          | thj [tʰʲ]   |             |           |          | khj [kʰʲ] |           |
| Occlusives    | Palatales     | pj [pʲ]    |          | tj [tʲ]     |             |           |          | kj [kʲ]   |           |
| Occlusives    | Labiales      |            |          | tw [tʷ]     |             |           |          | kw [kʷ]   |           |
| Occlusives    | Lab. asp.     |            |          | thw [tʰʷ]   |             |           |          | khw [kʰʷ] |           |
| Fricatives    | sourdes       | f [f]      | θ [θ]    | s [s]       |             | ɕ [ɕ]     |          |           | h [h]     |
| Fricatives    | Sonore        |            |          | z [z]       |             |           |          |           |           |
| Fricatives    | Palatales     |            | θj [θʲ]  | sj [sʲ]     |             |           |          |           | hj [hʲ]   |
| Fricatives    | Lab. sourdes  |            |          |             |             |           |          |           | hw [hʷ]   |
| Affriquées    | Sourdes       |            |          | ts [t͡s]     |             |           |          |           |           |
| Affriquées    | Aspirées      |            |          | tsh [t͡sʰ]   |             |           |          |           |           |
| Affriquées    | Palatales     |            |          | tsj [t͡sʲ]   |             |           |          |           |           |
| Affriquées    | Prénasal.     |            |          | tshj [t͡sʰʲ] |             |           |          |           |           |
| Affriquées    | Labiales      |            |          | tsw [t͡sʷ]   |             |           |          |           |           |
| Liquides      | Sonores       |            |          |             | l [l]       |           |          |           |           |
| Liquides      | Palatales     |            |          |             | lj [lʲ]     |           |          |           |           |
| Liquides      | Dévoisées     |            |          |             | l̥ [l̥]       |           |          |           |           |
| Liquides      | Palatales     |            |          |             | l̥j [l̥ʲ]     |           |          |           |           |
| Nasales       | Sonores       | m [m]      |          | n [n]       |             | ɳ [ɳ]     |          | ŋ [ŋ]     |           |
| Nasales       | Dévoisées     | m̥ [m̥]      |          | n̥ [n̥]       |             | ɳ̥ [ɳ̥]     | n̥j [n̥ʲ]  |           |           |
| Nasales       | Palatales     | mj [mʲ]    |          |             |             |           | nj [nʲ]  |           |           |
| Nasales       | Labiales      |            |          |             |             |           | ŋw [ŋʷ]  |           |           |
| Semi-voyelles | Semi-voyelles | w [w]      |          |             |             | j [j]     |          |           |           |

### Une langue tonale
Le chadong est une langue tonale qui possède huit tons. Les tons 7a et 8a, sont seulement liés à un mot se terminant par une consonne, tandis que 7b et 8b sont présents si le mot se termine par une consonne, précédée d'une voyelle longue.
| Ton | Valeur | Exemple | Traduction           |
| --- | ------ | ------- | -------------------- |
| 1   | 53     | θaːm¹   | trois                |
| 2   | 21     | ty²     | (chinois) yòutóu (?) |
| 3   | 31     | cu³     | neuf (nombre)        |
| 4   | 23     | ŋo4     | cinq                 |
| 5   | 45     | θi5     | quatre               |
| 6   | 35     | ɳi6     | deux                 |
| 7a  | 45     | θət7    | sept                 |
| 7b  | 31     | pa:t7   | huit                 |
| 8a  | 21     | səp8    | dix                  |
| 8b  | 23     | la:k8   | petit enfant         |